# Mastigophorus marima
Mastigophorus marima är en fjärilsart som beskrevs av Felder och Alois Friedrich Rogenhofer 1875. Mastigophorus marima ingår i släktet Mastigophorus och familjen nattflyn. Inga underarter finns listade i Catalogue of Life.